# Fiat 524
Fiat 524 är en personbil, tillverkad av den italienska biltillverkaren Fiat mellan 1931 och 1934.
524 var en större och lyxigare variant av Fiat 522. Bilen byggdes bara med täckta karosser.
Tillverkningen uppgick till 2 275 exemplar.